# 헨리 오니에쿠루
헨리 추쿠에메카 오니에쿠루(영어: Henry Chukwuemeka Onyekuru, 1997년 6월 5일 ~ )는 나이지리아의 축구 선수로, 현재 튀르키예 쉬페르리그 클럽 겐츨레르비를리이와 나이지리아 국가대표팀에서 윙어로 활약하고 있다.

## 구단 경력

### 오이펜
오니에쿠루는 2010년 아스파이어 아카데미에서 축구 선수 생활을 시작했고, 2015년 파트너 클럽인 KAS 오이펜에서 졸업했다. 그는 2015년 9월 5일, 2-2로 비긴 벨기에 2부 리그의 KFC 데셀 스포르와의 경기에서 데뷔 전을 치렀다. 오니에쿠루는 데뷔 시즌에 팀이 벨기에 프로 리그 A로 승격하는 데 도움을 주었고, 2016년 7월 30일, 3-0으로 패한 SV 쥘터 바레험과의 경기에서 프로 데뷔 전을 치렀다. 벨기에 프로 리그에서 성공적인 시즌을 보낸 후, 오니에쿠루는 리그 최고 득점자 중 한 명으로 유럽의 다양한 더 큰 팀들의 관심을 끌며 마무리했다. 그는 22골로 공동 득점자로 2016-17 시즌을 마쳤지만, 오니에쿠루보다 더 많은 원정 골을 넣으면서 우승 트로피는 우카시 테오도르치크에게 돌아갔다.

### 에버턴
2017년 6월 30일, 오니에쿠루는 에버턴에 700만 파운드에 입단했고 즉시 안데를레흐트로 임대되었다. 오니에쿠루는 2017-18 시즌에 안데를레흐트에서 등번호 9번을 받았다.
안데를레흐트 소속으로 28경기에 출전해 10골을 넣었던 오니에쿠루는 12월 무릎 인대 부상을 당해 수술이 필요한 상태였다. 안데를레흐트는 수술이 필요하며 "몇 달 동안" 활동을 중단할 것이라고 발표했다. 2018년 1월, 오니에쿠루가 재활 및 완전 회복 후 안데를레흐트로 복귀할 것이라는 보도가 나왔다.

#### 갈라타사라이로의 임대
2018년 7월, 오니에쿠루는 갈라타사라이에 한 시즌 동안 임대로 합류했다. 에버턴에 지불된 임대료는 7만 파운드로 보고되었다. 2019년 5월 20일, 오니에쿠루는 타이틀 도전자인 이스탄불 바샥셰히르를 2-1로 꺾고 2시즌 연속 쉬페르리그 우승을 차지했다. 이 승리는 또한 갈라타사라이가 일주일 전 튀르키예 쿠파스 결승전에서 악히사르 벨레디예스포르를 꺾고 국내 더블을 달성했음을 의미했다.

### 모나코
2019년 8월 12일, 오니에쿠루는 AS 모나코로 영구 이적하였다. 이적료는 비공개로 진행되었으며(약 1,200만~1,500만 파운드), 오니에쿠루는 리그 1 클럽과 5년 계약을 체결하였다.

### 올림피아코스
2021년 8월 2일, 올림피아코스는 오니에쿠루와 4년 계약을 체결했다고 발표했다.

### 알파이하
2023년 8월 11일 사우디 프로페셔널리그의 알파이하와 2년 계약을 맺고 입단했다.

## 국가대표팀 경력
오니에쿠루는 2017년 5월 나이지리아 국가대표팀에 소집되었다. 그는 2017년 6월 1일 3-0으로 이긴 토고와의 친선 경기에서 나이지리아 국가대표팀 데뷔 전을 치렀다.
갈라타사라이에서 좋은 2018-19 시즌을 보낸 후, 오니에쿠루는 이집트에서 열린 2019년 아프리카 네이션스컵에 나이지리아의 최종 23인 명단에 포함되었다. 그는 결승전에서 12분 동안 출전했는데, 나중에 우승을 차지한 알제리와의 준결승전에서 1-2로 패한 경기에서 후반 교체로 출전했다.
2019년 9월 10일 우크라이나와의 친선 경기에 출전하기 위해 국가대표팀 감독의 초청을 받았다.